# Baden (Suíça)
Baden é uma comuna da Suíça, no Cantão Argóvia, com cerca de 16.384 habitantes. Estende-se por uma área de 13,17 km², de densidade populacional de 1.244 hab/km². Confina com as seguintes comunas: Birmenstorf, Ennetbaden, Fislisbach, Gebenstorf, Mellingen, Neuenhof, Obersiggenthal, Turgi, Wettingen.
A língua oficial nesta comuna é o Alemão.
O seu nome significa Termas, sendo das mais antigas estâncias da Suíça. No tempo da ocupação romana, era conhecida como Aquae Helvetiae. Actualmente, Baden é um importante pólo industrial, com especial relevo para a engenharia electromecânica.

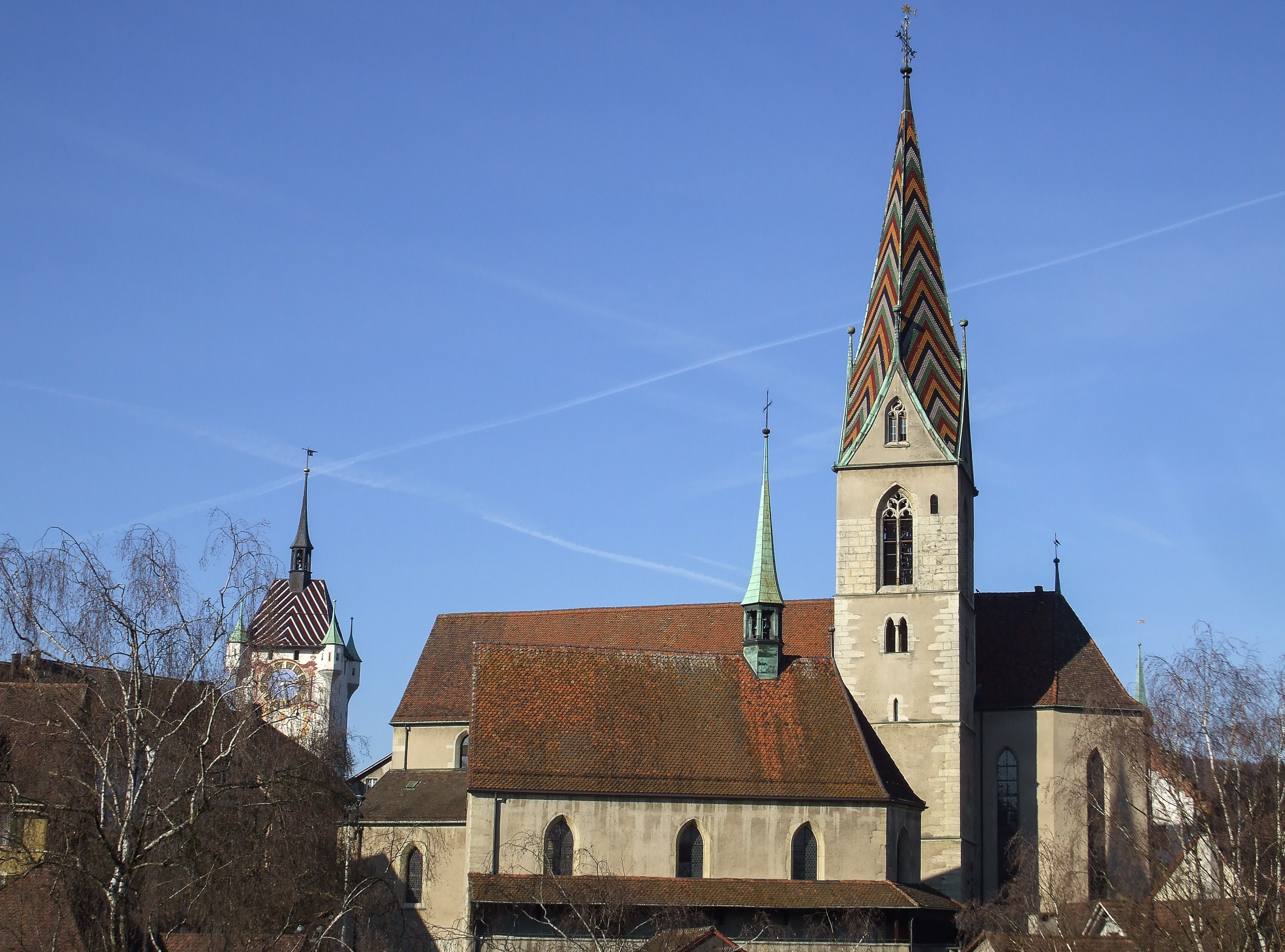
Igreja da cidade Baden
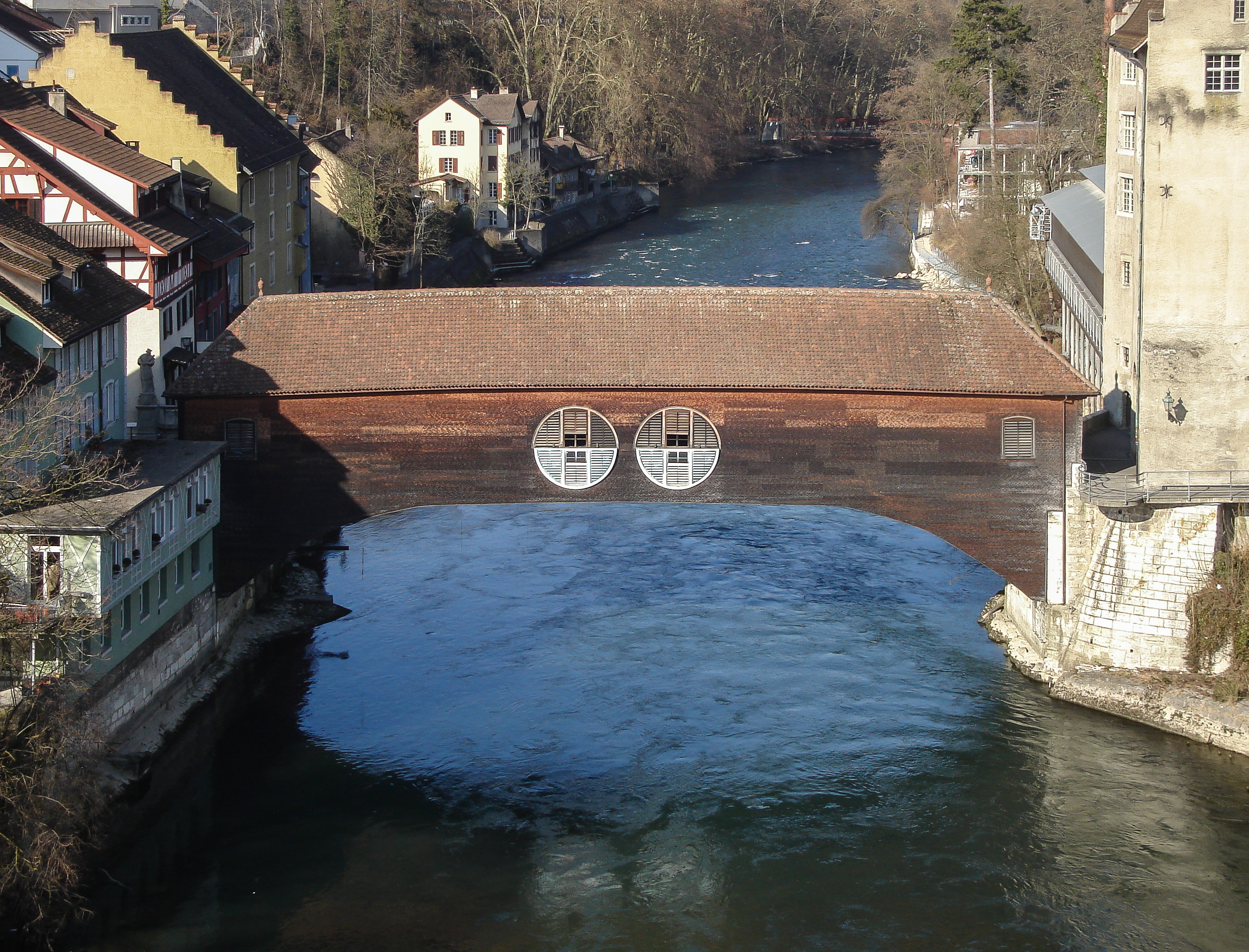
Ponte de madeira Baden
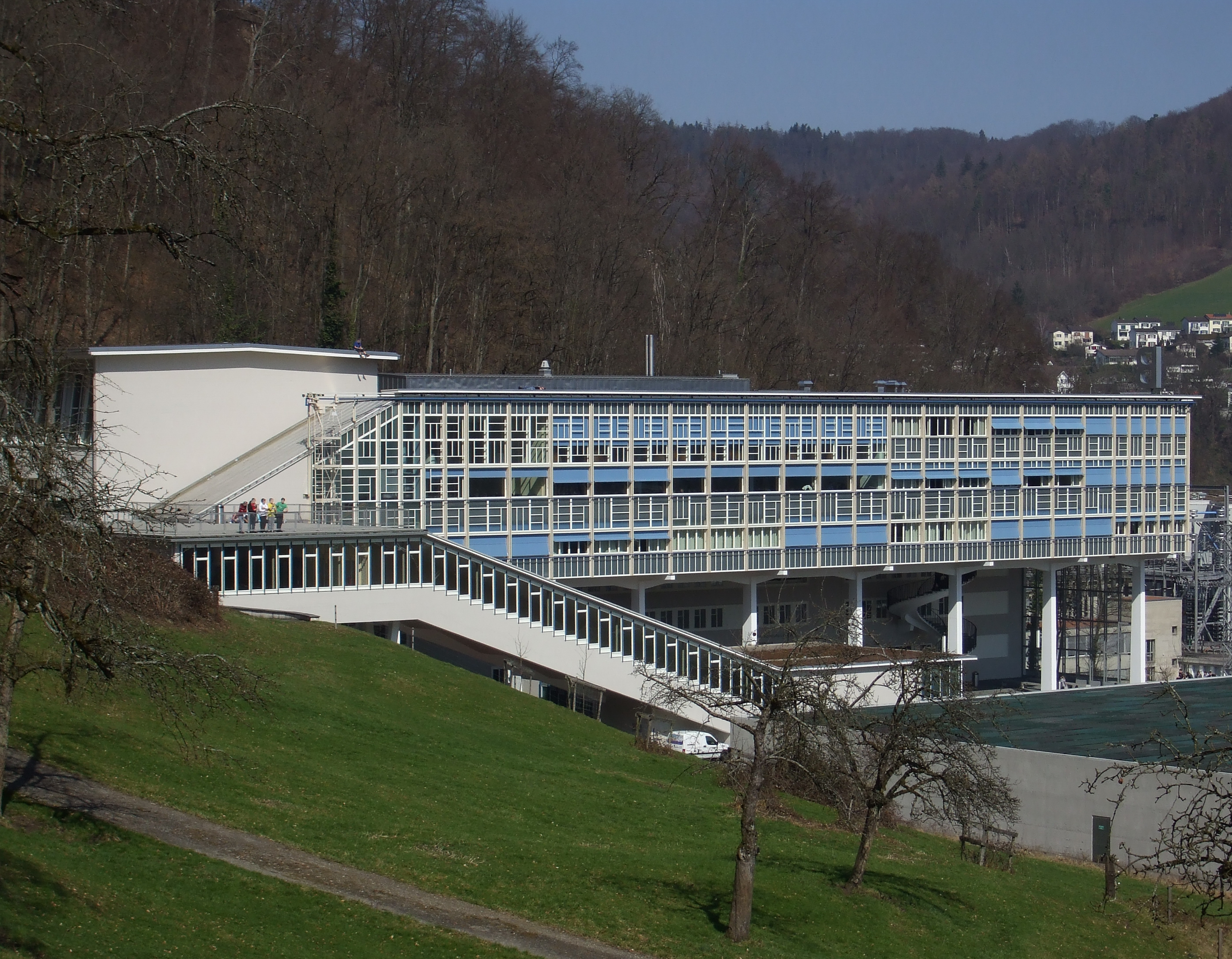
Construção da comunidade Martinsberg (BBC)
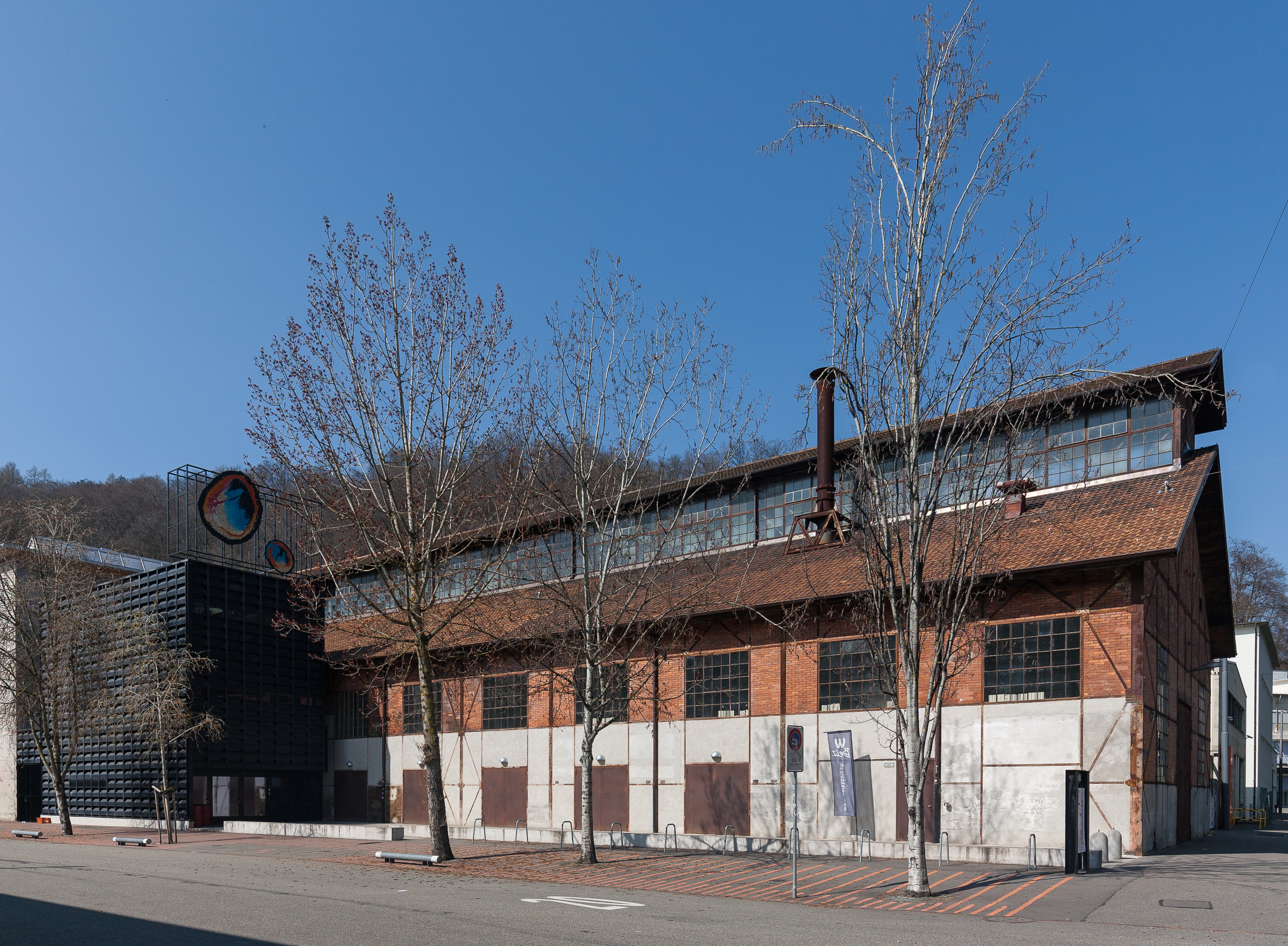
Antiga forja (anteriormente ABB), classificada como monumento histórico